# محمد خير البقاعي
محمد خير البقاعي (ولد 1375 هـ / 1956 م) باحث ومحقِّق ومترجم سوري، وأستاذ جامعي. مُنح الجنسية السعودية في نوفمبر عام 2021. ترجم عن اللغة الفرنسية كثيرًا من المؤلفات النقدية والتاريخية المتصلة بتاريخ الجزيرة العربية وتاريخ الدولة السعودية، وحقَّق عددًا من دواوين الشعراء العرب القُدامى. حصل على جائزة الملك عبد الله بن عبد العزيز العالمية للترجمة في دورتها التاسعة 2018.

## ولادته وتحصيله
وُلد محمد خير البقاعي مدينة حِمْص السورية، بتاريخ 20 جُمادى الآخرة 1375هـ الموافق 3 فبراير (شُباط) 1956م. حصل على إجازة (ليسانس) في اللغة العربية وآدابها من كلية الآداب بجامعة دمشق عام 1980. ثم على دبلوم دراسات عليا (القسم اللغوي) الكلية نفسها عام 1981.
ثم سافر إلى فرنسا وتابع دراسته العليا فحصل على دبلوم دراسات معمقة شهادة (ماجستير) من جامعة ليون الثانية عام 1986. ثم على على شهادة (دكتوراه) في علوم اللغة من جامعة ليون الثانية بتقدير شرف عام 1992.

## وظائفه
- عمل مدرساً في أكاديمية مرسيليا - إكس أن بروفانس 1989-1990.
- عمل مدرساً مؤقتاً للتعليم والبحث في جامعة ستاندال -غرونوبل- في فرنسا 1990-1991.
- عمل أستاذاً للدراسات اللغوية والنقد الأدبي في جامعة الملك سعود من 1996م حتى الآن.[1]

## كتبه وآثاره

### المؤلفات
1. (ديوان دريد بن الصمة ) [تحقيق]. صدر عن دار قتيبة 1980.[6]
2. (ديوان محمد بن حازم الباهلي) [تحقيق]. صدر عن دار قتيبة 1982.
3. (ديوان محمد بن بشير الخارجي) [تحقيق]. صدر عن دار قتيبة 1982.
4. ( تحبير الموشيين في التعبير بالسين والشين للفيروزأبادي) [تحقيق]. صدر عن دار قتيبة 1983.
5. (المقصور والممدود للفراء) [تحقيق بالاشتراك]. صدر عن دار قتيبة 1983.
6. (الوجيز في ذكر المجاز والمجيز لأبي طاهر السلفي) [تحقيق]. صدر عن دار الغرب الإسلامي 1990.
7. (ديوان وضاح اليمن) [تحقيق]. صدر عن دار صادر 1996.
8. (بحوث في القراءة والتلقي) صدر عن مركز الإنماء الحضاري 1998.[7]
9. (دراسات في النص والتناصية) صدر عن مركز الإنماء الحضاري 1998.[8]
10. (المنمنمات في اسبانيا الإسلامية) صدر عن دار الفيصل الثقافية 2002.[9]
11. (الباقيات: قراءات تراثية) صدر عن دار ابن حزم 2002.[10]
12. (تحريف الكلم والترجمة: قراءة في ترجمات القرآن الكريم) صدرعن دار ابن حزم 2003.
13. (الكلام على الكلام: دراسات في الفكر والثقافة) صدر ضمن سلسلة كتاب الرياض 2004.[11]
14. (من رحلات الفرنسيين إلى الجزيرة العربية) صدر عن مؤسسة التراث 2004.[12]
15. (الترجمة والعولمة) [بالاشتراك مع آخرين. صدر عن منشورات ضفاف 2013.[13]
16. (الترجمة وتحريف الكلم: قراءة في ترجمات القرآن الكريم) صدر عن سلسلة كتاب المجلة العربية 2016.[14]
17. (رحلة فتح الله ولد أنطون الصايغ الحلبي إلى بادية الشام وصحارى العراق والعجم والجزيرة العربية). [تحقيق بالاشتراك مع عبد الله إبراهيم العسكر] صدر عن دار جداول 2012.[15]

### الترجمات
1. (القرآن والعلم المعاصر) تأليف: موريس بوكاي [ترجمة بالاشتراك]. صدر عن دار ملهم 1995.

1. (لذة النص) تأليف: رولان بارت [ترجمة]. صدر عن المركز القومي للترجمة 1997.[16]

1. (الرواية في القرن العشرين) تأليف: جان إيف تادييه [ترجمة] صدر عن الهيئة المصرية العامة للكتاب 1998.[17]
2. (رحلة إلى الحجاز في النصف الثاني من القرن التاسع عشر الميلادي 1854م) تأليف: شارل ديدييه [ترجمة]. صدر عن دار الفيصل 2001.[18]
3. (جزيرة العرب: أرض الإسلام المقدسة وموطن العروبة وامبراطورية البترول) تأليف: جان جاك بيريبي [ترجمة] صدر عن مكتبة العبيكان 2002.[19]
4. (التذكرة في أصل الوهابيين ودولتهم) تأليف: جان ريمون [ترجمة وتحقيق]. صدر عن دارة الملك عبد العزيز 2003.[20] ويعد هذا الكتاب من أوائل الكتب الفرنسية التي تحدثت عن الدعوة الاصلاحية وتاريخ الدولة السعودية الأولى.[21]
5. (رحلة إلى رحاب الشريف الأكبر شريف مكة المكرمة) تأليف: شارل ديدييه [ترجمة]. صدر عن الدار العربية للموسوعات 2007.[22]
6. (القمر: أساطير وطقوس) تأليف مجموعة من المؤلفين الفرنسيين [ترجمة]. صدر عن دار الغرب الإسلامي 2007.[23]
7. (البحث عن فردينان دو سوسير) تأليف: ميشال أريفيه [ترجمة]. صدر عن در الكتاب الجديد 2009.[24]
8. (اللساني واللاوعي) تأليف: ميشال أرّيفيه [ترجمة]. صدر عن دار الكتاب الجديد 2011 [25] ورشح هذا الكتاب ضمن القائمة الطويلة لجائزة الشيخ زايد للكتاب فرع الترجمة لدورة العام 2011-2012.[26]
9. (آفاق التناصية: المفهوم والمنظور) تأليف: مجموعة من المؤلفين [ترجمة]. صدر عن دار جداول 2013.[27]
10. (وصف ولاية بغداد: نبذة تاريخية عن الوهابيين وأخرى عن اليزيديين) تأليف: جان- باتيست - لويس - جاك روسو [ترجمة]. صدر عن دار جداول 2016.[28]
11. (اثنتان وثلاثون سنة في رحاب الإسلام: مذكرات ليون روش عن رحلته إلى الحجاز) تأليف: ليون روش [ترجمة]. صدر عن دار جداول 2011.[29]
12. (تاريخ الدولة السعودية الأولى وحملات محمد علي على الجزيرة العربية) تأليف: فيلكس مانجان [ترجمة]. صدر عن دارة الملك عبد العزيز 1424.[3]
13. (أسلافنا العرب: ما تدين به اللغة الفرنسية لهم) تأليف: جان بروفو [ترجمة]. صدر عن الدار العربية للموسوعات 2019.[30]
14. (التأليف في الطبقات في التراث العربي) تأليف: إبراهيم حفصي [ترجمة]. صدر عن دار ملامح 2022م.[31]

## جوائزه وتكريمه
- 2015: كرمته اثنينية الشيخ عبد المقصود خوجة بمدينة جدة.[32]
- 2018: حصل على جائزة الملك عبد الله بن عبد العزيز العالمية للترجمة في دورتها التاسعة في مجال «جهود الأفراد».